# Agriophara
Agriophara är ett släkte av fjärilar. Agriophara ingår i familjen plattmalar.

## Bildgalleri

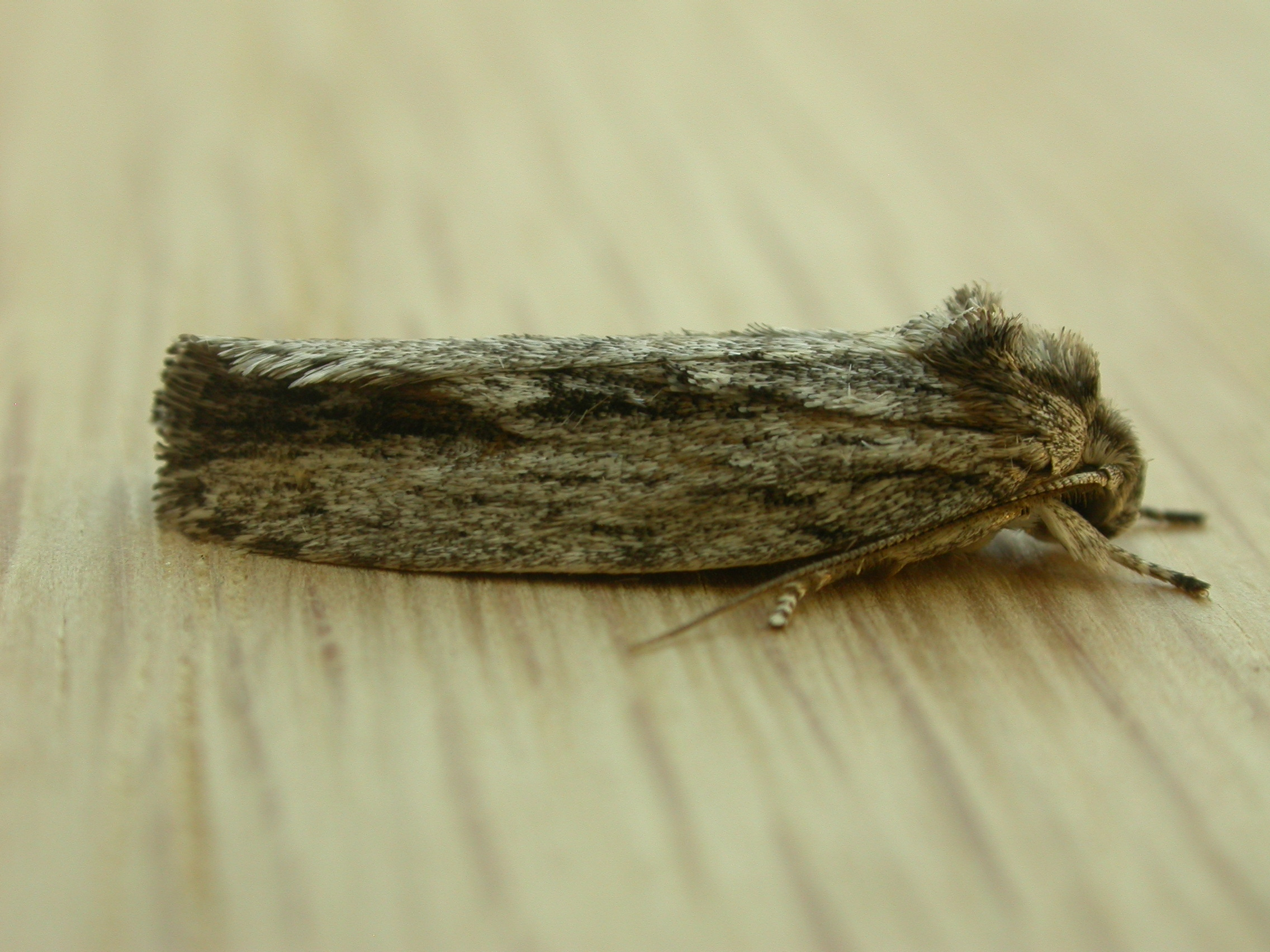
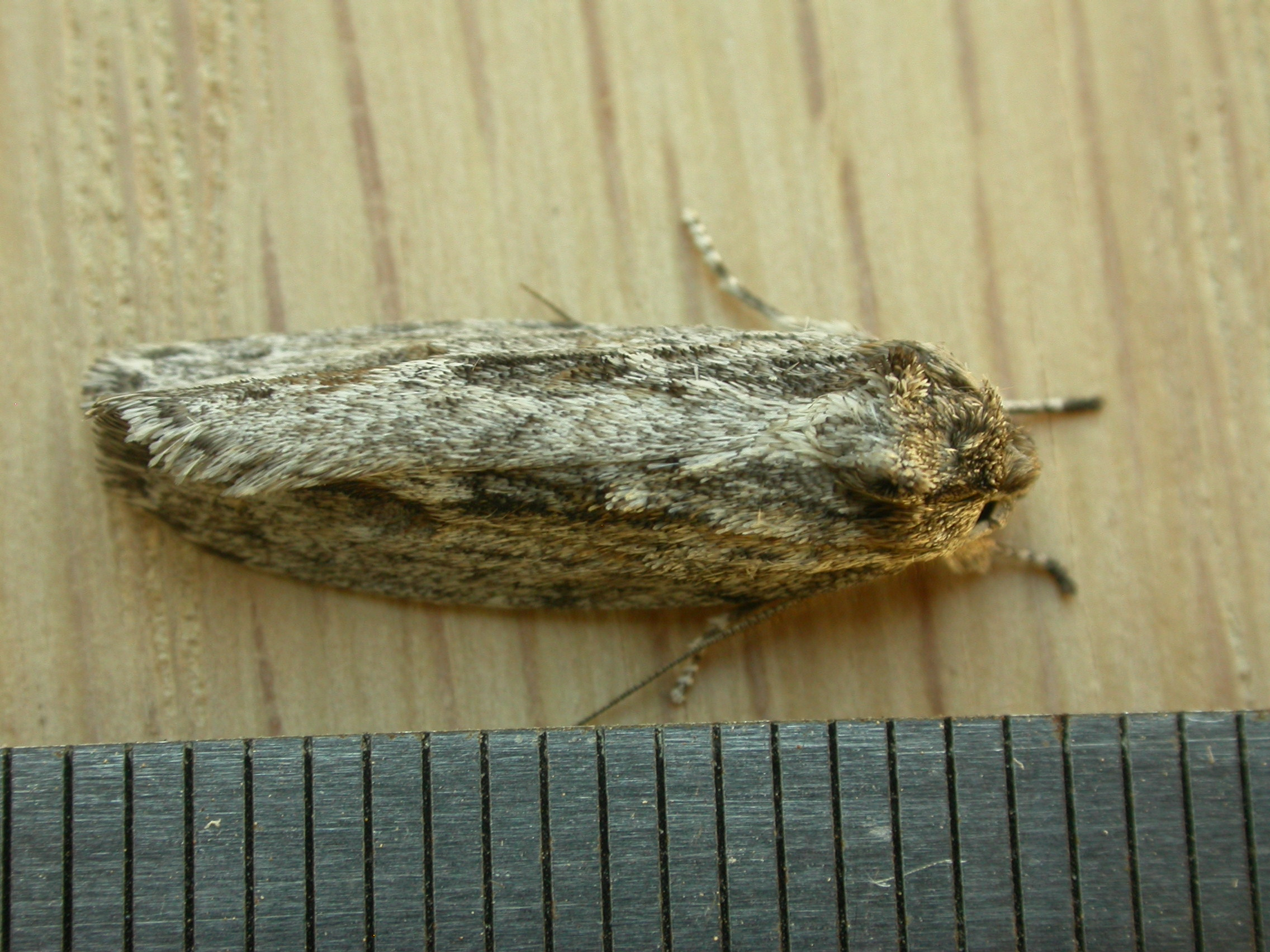
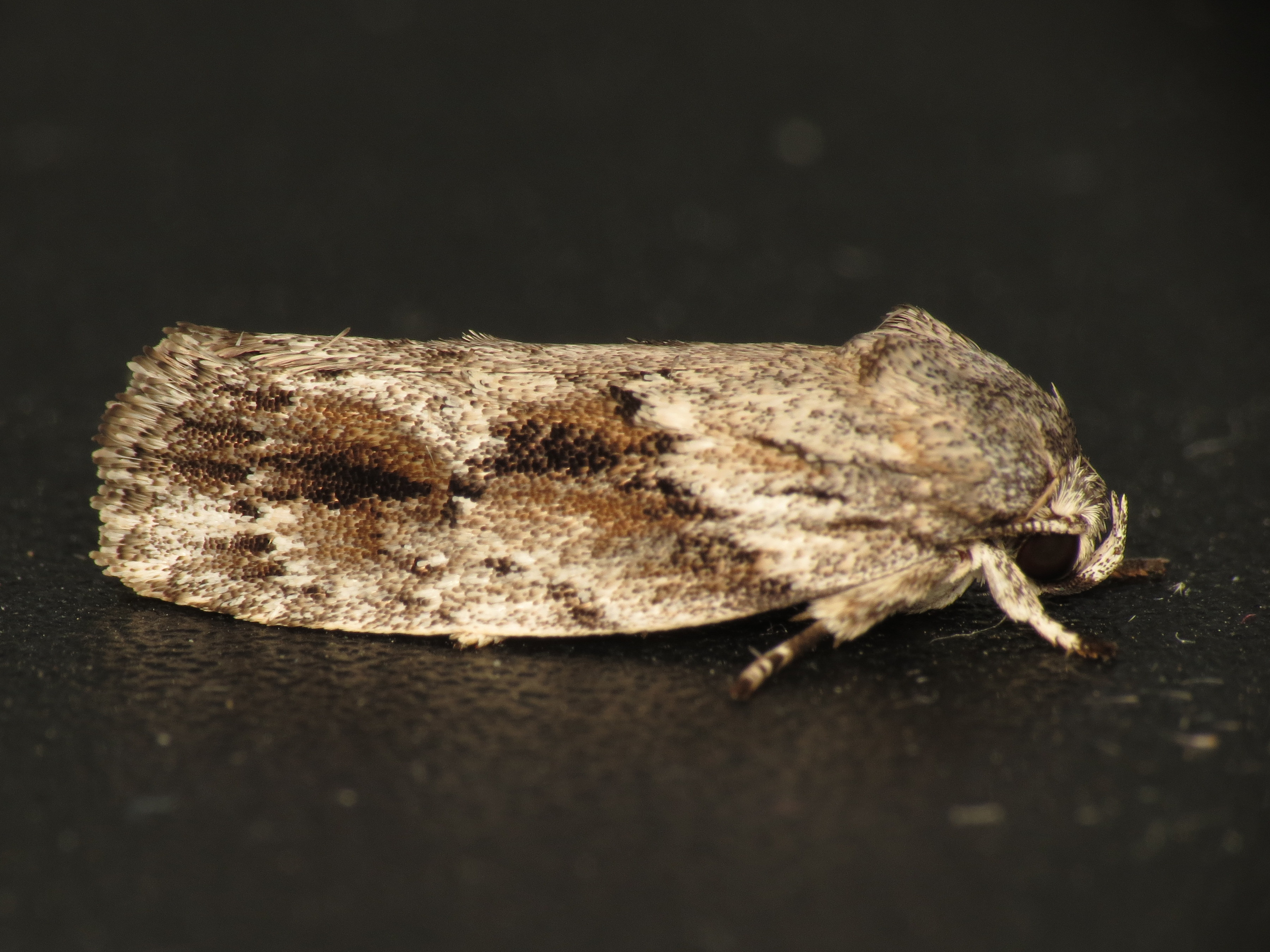
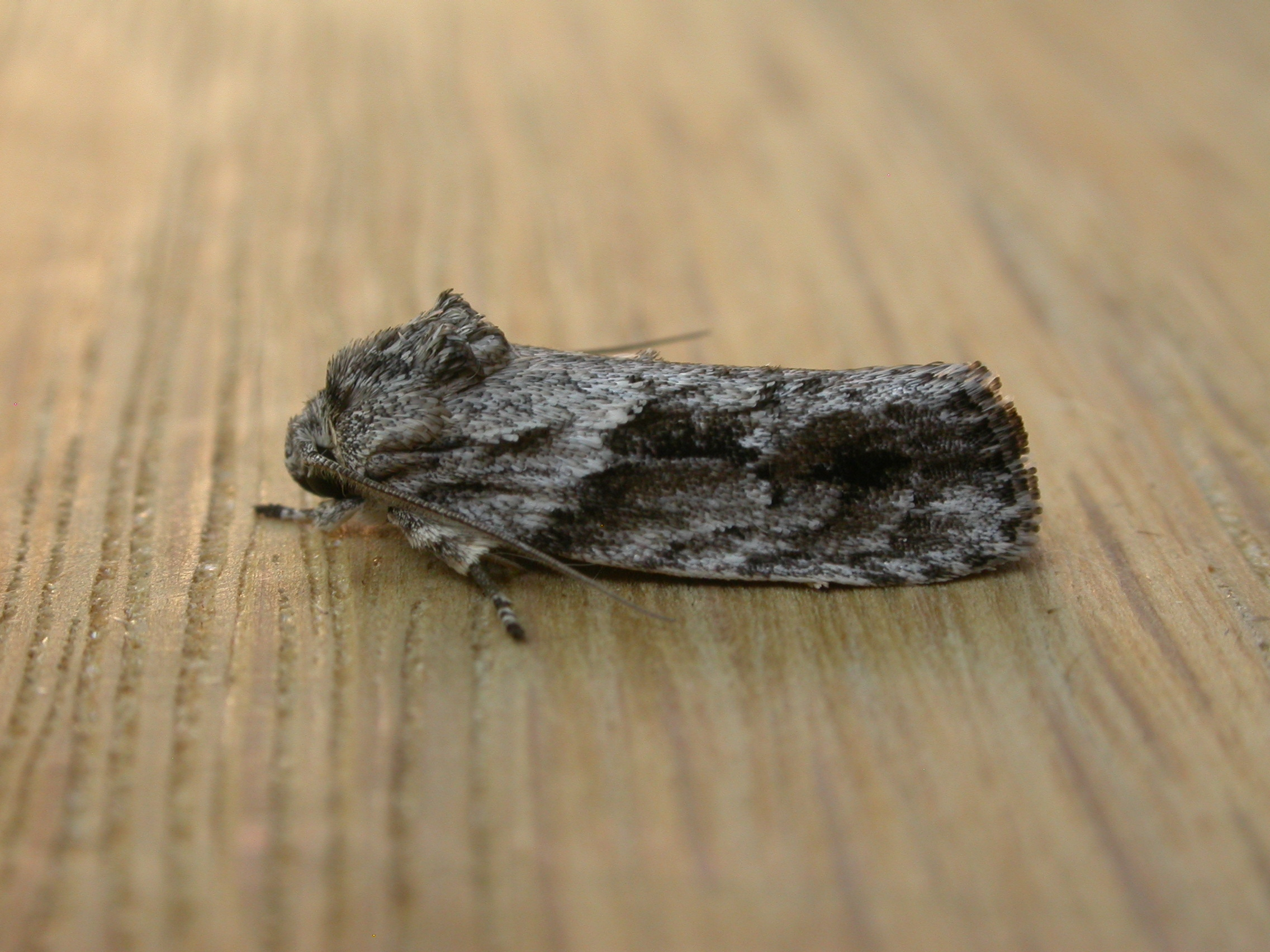
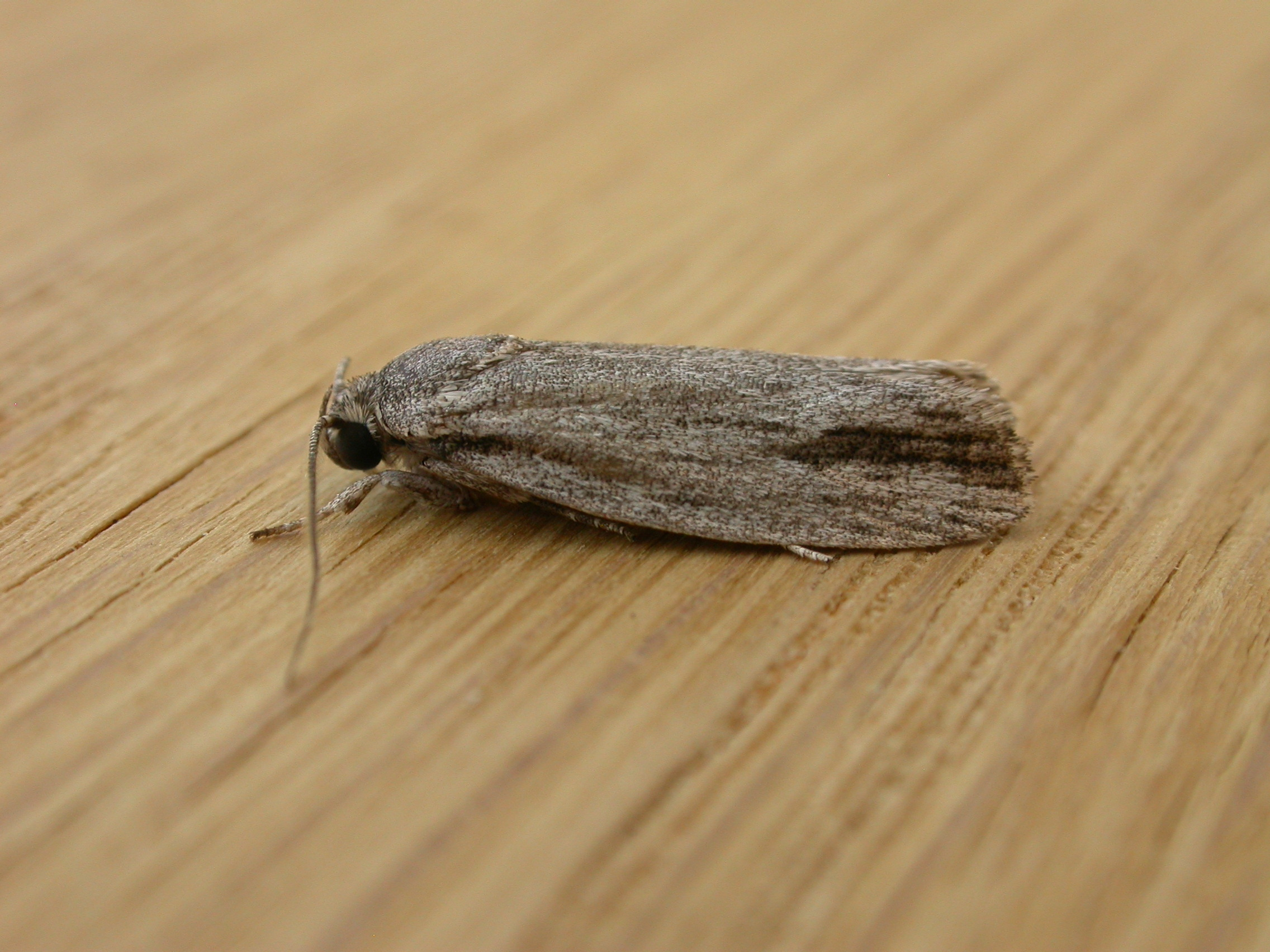
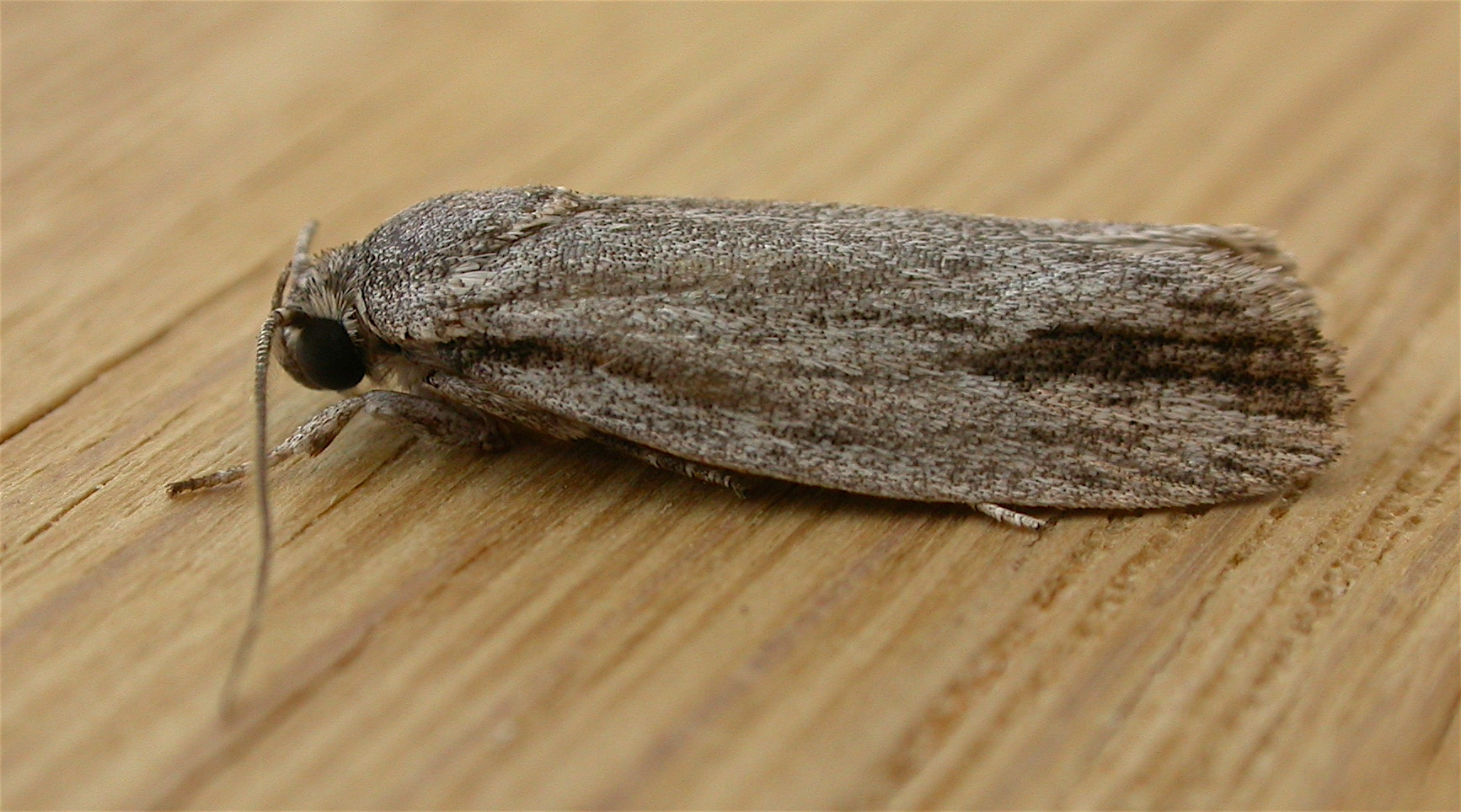

## Dottertaxa tillAgriophara, i alfabetisk ordning[1]
- Agriophara asaphes
- Agriophara atratella
- Agriophara axesta
- Agriophara biornata
- Agriophara bradleyi
- Agriophara capnodes
- Agriophara cinderella
- Agriophara cinerosa
- Agriophara confertella
- Agriophara cremnopis
- Agriophara curta
- Agriophara diminuta
- Agriophara dyscapna
- Agriophara eucephala
- Agriophara fascifera
- Agriophara gravis
- Agriophara halarcta
- Agriophara heterochroma
- Agriophara horridula
- Agriophara leptosemela
- Agriophara leucanthes
- Agriophara leucosta
- Agriophara lysimacha
- Agriophara minax
- Agriophara murinella
- Agriophara muscicolor
- Agriophara neoxanta
- Agriophara nephelopa
- Agriophara parallela
- Agriophara parilis
- Agriophara plagiosema
- Agriophara platyscia
- Agriophara poliopepla
- Agriophara salinaria
- Agriophara virescens